# Anthochlamys turkestanica
Anthochlamys turkestanica là loài thực vật có hoa thuộc họ Dền. Loài này được (M.Bieb.) Iljin mô tả khoa học đầu tiên năm 1936.